# Moda Domani Institute
Moda Domani Institute fue una escuela de negocios internacional y una de las principales Grandes Escuelas en bien suntuario, moda y diseño de Francia. Posee campus propios en París.
Tiene una asociación con la Universidad John Moores y su Bachelor's degree en bien suntuario.
Ofrece dos grados : Bachelor y el Maestría en Administración de Negocios FLD (Fashion, Luxury, Design).
La escuela cerrará en 2020, reemplazada por ISG Luxury Management.